# Варанообразные
Варанообразные (лат. Varanoidea) — надсемейство пресмыкающихся из отряда чешуйчатых.

## Классификация
На март 2020 года в надсемейство включают только 3 современных и 2 вымерших семейства:
- † Pachyvaranidae
- † Parasaniwidae
- Helodermatidae
- Lanthanotidae
- Varanidae

Однако ранее в надсемейство включали некоторые вымершие сухопутные, околоводные и морские формы, представленные семействами:
- † Aigialosauridae — Айгиалозавриды[5]
- † Dolichosauridae — Долихозавриды[5]
- † Mosasauridae — Мозазавры
- † Necrosauridae — Некрозавриды[6]